# Defensa y Justicia
A Defensa y Justicia egy argentin labdarúgócsapat Florencio Varela városában. A egyesületet 1935. március 20-án alapították. A klub jelenleg az első osztályban szerepel és a 20 000 néző befogadására alkalmas Estadio Norberto "Tito" Tomaghelloban játssza hazai mérkőzéseit.
Legjobb helyezéseküt a 2018–19-es szezonban érték el a bajnokságban, amikor a második helyig jutottak. 2020-ban megnyerték a Copa Sudamericanát, majd 2021-ben a Recopa Sudamericanát is.

## Sikerek
Argentin Kupa
- Döntős (1): 2023

Copa Sudamericana
- Győztes (1): 2020

Recopa Sudamericana
- Győztes (1): 2021

## Jelenlegi keret
2024. augusztus 31. szerint.
| #  |     | Poszt | Név                                                  |
| -- | --- | ----- | ---------------------------------------------------- |
| 1  | ARG | K     | Lucas Escobar                                        |
| 3  | ARG | V     | Alexis Soto                                          |
| 4  | ARG | V     | Tiago Ferreyra                                       |
| 5  | ARG | KP    | Kevin Gutiérrez                                      |
| 6  | URU | V     | Lucas Ferreira                                       |
| 7  | ARG | CS    | Abiel Osorio                                         |
| 8  | ARG | KP    | Julián López                                         |
| 9  | ARG | CS    | Juan Miritello                                       |
| 10 | PAR | KP    | Rodrigo Bogarín                                      |
| 11 | ARG | CS    | Gastón Togni                                         |
| 13 | ARG | V     | Samuel Lucero                                        |
| 14 | ARG | V     | Ezequiel Cannavo                                     |
| 15 | ARG | K     | Ramiro García                                        |
| 16 | ARG | KP    | Aaron Molinas                                        |
| 17 | ARG | KP    | Gabriel Alanís                                       |
| 18 | ARG | V     | Ignacio Galván (kölcsönben a Racing Club csapatától) |

| #  |     | Poszt | Név                                                  |
| -- | --- | ----- | ---------------------------------------------------- |
| 19 | ARG | CS    | David Barbona                                        |
| 20 | ARG | CS    | Ayrton Portillo                                      |
| 21 | ARG | V     | Santiago Ramos Mingo                                 |
| 22 | URU | K     | Cristopher Fiermarin                                 |
| 23 | ARG | K     | Enrique Bologna                                      |
| 25 | CHI | KP    | César Pérez                                          |
| 26 | PAR | V     | Darío Cáceres                                        |
| 27 | ARG | CS    | Luciano Herrera                                      |
| 28 | ARG | V     | Emanuel Aguilera                                     |
| 30 | ARG | KP    | Kevin López (kölcsönben az Independiente csapatától) |
| 32 | ARG | CS    | Matías Sosa                                          |
| 33 | ARG | KP    | Nicolás Palavecino                                   |
| 35 | ARG | KP    | Benjamín Schamine                                    |
| 36 | ARG | CS    | Facundo Echevarría                                   |
|    | ARG | V     | Tobías Rubio (kölcsönben a Racing Club csapatától)   |
|    | ARG | KP    | Maxi González (kölcsönben a Lanús csapatától)        |

## Fordítás
Ez a szócikk részben vagy egészben  a   Defensa y Justicia című angol Wikipédia-szócikk fordításán alapul.  Az eredeti cikk szerkesztőit annak laptörténete sorolja fel. Ez a jelzés csupán a megfogalmazás eredetét és a szerzői jogokat jelzi, nem szolgál a cikkben szereplő információk forrásmegjelöléseként.